# Tambet Pikkor
Tambet Pikkor (* 17. April 1980 in Tallinn, Estnische SSR, Sowjetunion) ist ein ehemaliger estnischer Nordischer Kombinierer und heutiger Skisprungtrainer. Während seiner aktiven Karriere trat er oftmals auch als Spezialspringer an.

## Werdegang
Pikkor begann seine Karriere auf nationaler Ebene. So gewann er bei den Estnischen Meisterschaften im Skispringen 1997 Silber im Einzel. Daraufhin bekam er mit nur 17 Jahren einen Startplatz bei den Olympischen Winterspielen 1998 in Nagano. Dort trat er jedoch in seiner eigentlichen Disziplin, der Nordischen Kombination an. Im Einzel landete er auf Rang 44, bevor er mit der Mannschaft im Teamwettbewerb auf dem 11. Platz landete.
Im Sommer 2000 startete Pikkor in Deutschland erstmals im Rahmen des Grand Prix der Nordischen Kombination, blieb dabei jedoch ohne Punkterfolge. Ab Januar 2001 begann er mit dem Start im B-Weltcup der Nordischen Kombination. Bereits bei seinem ersten Wettbewerb in Klingenthal gelang ihm mit dem fünften Rang ein sehr gutes Resultat. Mit diesem reiste er als Teilnehmer zu der Nordischen Skiweltmeisterschaft 2001 in Lahti. Im Einzel gelang ihm dort der 47. Platz, bevor er im Sprint mit Rang 19 eine bessere Leistung zeigte. In den Monaten nach der Weltmeisterschaft konnte er sich im B-Weltcup nicht konstant durchsetzen. Gelegentlich gelangen ihm aber gute bis sehr gute Top-20-Platzierungen.
Bei den Olympischen Winterspielen 2002 in Salt Lake City startete er auch erstmals als Spezialspringer. Jedoch scheiterte er bereits in der Qualifikation. In der Kombination belegte er Rang 40 im Sprint. Im Einzelwettbewerb schied er aus.
Nachdem er auch weiter im B-Weltcup gestartet war, kam Pikkor nach guten Ergebnissen 2003 zur Nordischen Skiweltmeisterschaft 2003 ins Val di Fiemme. Dort erreichte er Rang 30 im Sprint. Zur Saison 2003/04 wechselte Pikkor in den A-Kader und gab am 29. November 2003 in Kuusamo sein Debüt im Weltcup der Nordischen Kombination. Nachdem ihm bereits in der ersten Saison erste Weltcup-Punkte gelangen beendete er die Saison auf dem 57. Platz der Gesamtwertung. Zum Ende der Saison gehörte er im Rahmen des Skisprung-Weltcups in Lahti auch erstmals zur Spezialspringer-Mannschaft in Lahti und erreichte beim Team-Weltcup den neunten Rang.
Bei der Nordischen Skiweltmeisterschaft 2005 in Oberstdorf startete er im Sprint und erreichte den 40. Platz. Mit 25 Jahren trat er in Turin bei seinen letzten Olympischen Winterspielen 2006 an. Nach Platz 33 im Einzel landete er im Sprint auf Platz 32.
Pikkor gewann während seiner Karriere insgesamt drei nationale Meistertitel, davon einen im Einzel 2000 in Otepää.
Nach dem Ende seiner aktiven Karriere arbeitete als Trainer und übernahm den Cheftrainerposten der estnischen Skisprung-Nationalmannschaft.

## Erfolge

### Weltcup-Statistik
Die Tabelle zeigt die erreichten Platzierungen im Einzelnen.
- Platz 1.–3.: Anzahl der Podiumsplatzierungen
- Top 10: Anzahl der Platzierungen unter den ersten zehn
- Punkteränge: Anzahl der Platzierungen innerhalb der Punkteränge
- Starts: Anzahl gelaufener Rennen in der jeweiligen Disziplin

| Platzierung         | Einzel a | Sprint | Massenstart | Team   | Team    | Gesamt |
| Platzierung         | Einzel a | Sprint | Massenstart | Sprint | Staffel | Gesamt |
| ------------------- | -------- | ------ | ----------- | ------ | ------- | ------ |
| 1. Platz            |          |        |             |        |         |        |
| 2. Platz            |          |        |             |        |         |        |
| 3. Platz            |          |        |             |        |         |        |
| Top 10              |          |        |             |        |         |        |
| Punkteränge         | 2        | 2      |             |        | 1       | 5      |
| Starts              | 11       | 13     | 3           |        | 1       | 28     |
| Stand: Karriereende |          |        |             |        |         |        |